# Piotrowice (powiat strzeliński)
Piotrowice (do 1945 niem. Peterwitz) – wieś w Polsce położona w województwie dolnośląskim, w powiecie strzelińskim, w gminie Strzelin.

## Podział administracyjny
W latach 1975–1998 miejscowość należała administracyjnie do województwa wrocławskiego.

## Nazwa
Heinrich Adamy zalicza nazwę miejscowości do grupy nazw patronomicznych, która pochodzi od imienia Piotr należącego do zasadźcy, właściciela lub patrona wsi. W swoim dziele o nazwach miejscowych na Śląsku wydanym w 1888 roku we Wrocławiu wymienia jako najstarszą zanotowaną zlatynizowaną nazwę miejscowości Petrikow podając jej znaczenie "Dorf des St. Petrus" czyli po polsku "Wieś św. Piotra". Nazwę miejscowości kilkukrotnie notuje w zlatynizowanej staropolskiej formie Petrowiz spisana po łacinie w latach 1269–1273 Księga henrykowska we fragmencie "villa Petrowiz".

## Szlaki turystyczne
- Niebieski:  Strzelin - Pęcz - Piotrowice - Zielenice - Suchowice - Jordanów Śląski - Glinica - Winna Góra - Gozdnik - Przełęcz Sulistrowicka - Przełęcz Słupicka - Radunia - Przełęcz Tąpadła - Ślęża - Sobótka-Górka[6]